# B'Tselem
B'Tselem – O Centro de Informação Israelita para os Direitos Humanos nos Territórios Ocupados  (em hebraico: בצלם, "à imagem de", alusivo ao versículo 1:27 do Gênesis) é uma organização não governamental israelense. 
A organização foi fundada em 3 de fevereiro de 1989 por um grupo de personalidades públicas de Israel - advogados, acadêmicos, jornalistas e membros do Knesset. Seu atual diretor executivo é David Zonsheine.
Os objetivos declarados da B'Tselem são "documentar e educar o público e os políticos israelenses sobre as violações dos direitos humanos cometidas pelo Estado de Israel nos territórios ocupados, empenhar-se na luta contra o fenômeno da negação entre os cidadãos israelenses e contribuir para criar uma cultura de direitos humanos em Israel". A B’Tselem deseja mudar o status quo, afirmando ser  a única forma de concretizar um futuro em que os direitos humanos, a liberdade e a igualdade sejam garantidos a todos os seres humanos,  palestinianos ou judeus. que  vivem entre o rio Jordão e o mar Mediterrâneo.
Em dezembro de 1989 a organização recebeu o Prêmio Carter-Menil de Direitos Humanos.
B'Tselem é financiada por contribuições provenientes de diversas organizações de direitos humanos da Europa e da América do Norte, assim como de doadores individuais.